# Hydrobates monorhis
El paíño de Swinhoe (Hydrobates monorhis) es una pequeña ave marina de la familia Hydrobatidae.

## Taxonomía
El paíño Swinhoe se clasificaba en el género Oceanodroma, pero en 2021 la Unión Ornitológica Internacional, fusionó los géneros Oceanodroma e Hydrobates en un único género (Hydrobates) debido a que la familia era parafilética y el paíño boreal pasó a formar parte del género Hydrobates. Los paíños son los miembros más pequeños del orden Procellariiformes, e integran una de sus cuatro familias principales, junto a Diomedeidae (albatros), Procellariidae (petreles y pardelas) y Pelecanoididae (poyuncos).

## Hábitat
El paíño de Swinhoe habita las islas del noroeste del océano Pacífico, cerca de las costas de China, Japón y Corea. Anida en colonias cercanas al mar, dentro de pozos en las rocas, y deposita un único huevo, de color blanco. Pasa el resto del año en el mar, entre el océano Índico y el mar de Arabia.
El 8 de julio de 1983, fue capturado un pájaro de esta especie en las Selvagens, Madeira y posteriormente se confirmó que se trataba del primer registro para el océano Atlántico. Desde entonces, se ha visto en el mar un número importante de paíños con las mismas características estructurales y el mismo plumaje, especialmente en el océano Atlántico Norte, mientras que en países tales como Francia (1989), Inglaterra (1989, 1990), España (1994), Noruega (1996, 1997) y nuevamente Madeira (1991, 1994) pudieron atraparse individuos de la especie durante los meses del verano.
Los registros sugieren que una pequeña población de paíños de Swinhoe podría establecerse en el Atlántico Norte, aunque aún no se cuenta con pruebas concluyentes.

## Morfología
El paíño de Swinhoe es un ave pequeña, de 18 a 21 cm de longitud y 45 a 48 con las alas abiertas, pero es considerablemente más grande que el paíño europeo. Su plumaje es enteramente de color marrón. Para volar, aletea constantemente; golpetea la superficie del agua y recoge plancton, para poder alimentarse. A diferencia del paíño europeo, no sigue a los barcos.
Su estructura es similar a la del paíño boreal, ya que ambos poseen cola en forma de tenedor, alas alargadas y un comportamiento similar en el vuelo, pero carecen de grupa blanca y su canto es diferente. Es difícil distinguirlos de otras especies oscuras de Oceanodroma; el primer registro de avistaje de paíño de Swinhoe en Inglaterra tuvo que someterse a un examen de ADN para descartar la posibilidad de que fuese un Leach's Storm-petrel, ya que las poblaciones de esta ave que habitan el noreste del Pacífico contienen individuos que presentan grupas totalmente oscuras.

## Comportamiento
Este paíño es estrictamente nocturno para evitar a sus depredadores, tales como las gaviotas y los págalos, e incluso evita salir a la tierra en las noches muy claras. Al igual que la mayoría de los paíños, camina torpemente y arrastrando las patas. Es estrictamente pelágico fuera de la temporada de reproducción, lo que, junto con los remotos lugares en donde se reproducen, lo convierten en un ave muy difícil de encontrar en tierra firme. Solo durante las tormentas puede llegar a la costa empujado por la marea, pero aún en esas ocasiones sería muy difícil reconocerlo.
Debido a que habita en un área muy extensa, esta especie no se considera en peligro de extinción.